# Repetitör
Repetitör är en person som har till uppgift att leda repetitioner. Rollen förekommer inom olika områden. 
Inom musiken är repetitör en musiker med uppgift att leda repetitioner med sångare, vanligen vid piano. En repetitör måste därför vara en mycket skicklig pianist.
1:e repetitör är en gammal befattning bland symfonimusiker innebärande ansvar för att anföra all balett- och dansmusik såväl vid generalrepetitioner som vid föreställningar. Där har repetitören till uppgift att leda repetitioner av de koreografier som koreograferna skapat och koreologen noterat. Repetitören ersätter då den orkester som framträder vid själva föreställningen.